# Wereldkampioenschap voetbal 2006 (Groep G) Togo - Zwitserland
Deze pagina is een subpagina van het artikel Wereldkampioenschap voetbal 2006. Hierin wordt de wedstrijd in de groepsfase in groep B tussen Togo en Zwitserland gespeeld op 19 juni 2006 nader uitgelicht.

## Nieuws voorafgaand aan de wedstrijd
- 15 juni - De Togolese verdediger Ludovic Assemoassa liep in de openingswedstrijd tegen Zuid-Korea een knieblessure op en zal de rest van het WK niet meer kunnen deelnemen.
- 15 juni - De 21-jarige Zwitserse verdediger Valon Behrami blijft sukkelen met een knieblessure. Het zag er even naar uit dat hij nog fit zou geraken, maar een tweede analyse toen hij weer de training moest verlaten omwille van hevige pijn, bracht een ernstigere blessure aan het licht. Behrami zal enkele weken moeten moeten rusten en zal niet meer kunnen deelnemen aan het WK. Op de Zwitserse rechterflank verzwikte Philipp Degen ook al zijn voet.

## Wedstrijdgegevens
| Datum                | 19 juni 2006                | 19 juni 2006                |
| Stadion              | Signal Iduna Park, Dortmund | Signal Iduna Park, Dortmund |
| Toeschouwers         | 60.000                      | 60.000                      |
| Scheidsrechter       | Carlos Amarilla             | Carlos Amarilla             |
| Assistenten          | Amelio Andino Manuel Bernal | Amelio Andino Manuel Bernal |
| Vierde man           | Mohamed Guezzaz             | Mohamed Guezzaz             |
| Man van de wedstrijd | Alexander Frei              | Alexander Frei              |
|                      | Togo                        | Zwitserland                 |
| Doelpunten           | 0                           | 2                           |
| Gele kaarten         | 3                           | 1                           |
| Rode kaarten         | 0                           | 0                           |
| Wissels              | 3                           | 3                           |
| Schoten op doel      | 7                           | 9                           |
| Schoten naast doel   | 10                          | 15                          |
| Overtredingen        | 18                          | 14                          |
| Hoekschoppen         | 4                           | 8                           |
| Buitenspel           | 6                           | 5                           |
| Strafschoppen        | 0                           | 0                           |
| Balbezit (tijd)      | 28'00"                      | 28'00"                      |
| Balbezit (%)         | 50%                         | 50%                         |

| Togo | 0 – 2           | Zwitserland |
| | goals (assists) | 16' Alexander Frei (?) 88' Tranquillo Barnetta (Mauro Lustrinelli) |
| Otto Pfister | bondscoach      | Jakob Kuhn |
| Kossi Agassa Dare Nibombe Emmanuel Adebayor Massamasso Tchangaï Kuami Agboh 25' Thomas Dossevi 69' Cherif Toure Mamam 87' Richmond Forson Alaixys Romao Mohamed Kader Assimiou Toure | opstellingen    | Pascal Zuberbühler Ludovic Magnin Philippe Senderos Johann Vogel 77' Ricardo Cabanas Raphael Wicky 88' Alexander Frei 46' Daniel Gygax Tranquillo Barnetta Patrick Müller Philipp Degen |
| Moustapha Salifou 25' Yao Junior Senaya 69' Robert Malm 87' | wissels         | 46' Hakan Yakin 77' Marco Streller 88' Mauro Lustrinelli |
| Moustapha Salifou 45' Emmanuel Adebayor 47' Alaixys Romao 53' | gele kaarten    | 90+2' Johann Vogel |
| | rode kaarten    | |

## Overzicht van wedstrijden
| Groepswedstrijden | | | |
| Groep A | Groep B | Groep C | Groep D |
| Duitsland - Costa Rica Polen - Ecuador Duitsland - Polen Ecuador - Costa Rica Ecuador - Duitsland Costa Rica - Polen             | Engeland - Paraguay Trinidad en Tobago - Zweden Engeland - Trinidad en Tobago Zweden - Paraguay Zweden - Engeland Paraguay - Trinidad en Tobago | Argentinië - Ivoorkust Servië en Montenegro - Nederland Argentinië - Servië en Montenegro Nederland - Ivoorkust Nederland - Argentinië Ivoorkust - Servië en Montenegro | Mexico - Iran Angola - Portugal Mexico - Angola Portugal - Iran Portugal - Mexico Iran - Angola                               |
| Groep E | Groep F | Groep G | Groep H |
| Italië - Ghana Verenigde Staten - Tsjechië Italië - Verenigde Staten Tsjechië - Ghana Tsjechië - Italië Ghana - Verenigde Staten | Australië - Japan Brazilië - Kroatië Brazilië - Australië Japan - Kroatië Japan - Brazilië Kroatië - Australië                                  | Frankrijk - Zwitserland Zuid-Korea - Togo Frankrijk - Zuid-Korea Togo - Zwitserland Togo - Frankrijk Zwitserland - Zuid-Korea                                           | Spanje - Oekraïne Tunesië - Saoedi-Arabië Spanje - Tunesië Saoedi-Arabië - Oekraïne Saoedi-Arabië - Spanje Oekraïne - Tunesië |
| Achtste finales | | | |
| Duitsland - Zweden Argentinië - Mexico                                                                                           | Italië - Australië Zwitserland - Oekraïne | Engeland - Ecuador Portugal - Nederland | Brazilië - Ghana Spanje - Frankrijk                                                                                           |
| Kwartfinales | | | |
| Duitsland - Argentinië | Italië - Oekraïne | Engeland - Portugal | Brazilië - Frankrijk |
| Halve finales | | | |
| Duitsland - Italië | Duitsland - Italië | Portugal - Frankrijk | Portugal - Frankrijk |
| Troostfinale | | | |
| Duitsland - Portugal | | | |
| Finale | | | |
| Italië - Frankrijk | | | |